# Henry Jones
Henry Burk Jones (* 1. August 1912 in Philadelphia, Pennsylvania; † 17. Mai 1999 in Los Angeles, Kalifornien) war ein US-amerikanischer Schauspieler und Tony-Award-Preisträger mit einer langen Karriere bei Theater, Film und Fernsehen.

## Leben und Karriere
Der College-Absolvent Henry Jones begann in den 1930er-Jahren seine professionelle Schauspielkarriere. Wegen seines eher durchschnittlich wirkenden Aussehens hatte er nach eigenen Angaben zunächst Schwierigkeiten, im Schauspielgeschäft Fuß zu fassen, ehe er seine Position als Charakterdarsteller fand. Im Jahr 1938 war er erstmals am Broadway zu sehen, als Reynaldo in Hamlet. Nach Absolvierung seines Militärdienstes im Zweiten Weltkrieg spielte er in den 1950er-Jahren seine Durchbruchsrolle als übellauniger Handwerker Leroy, der einem psychopathischen Kind zum Opfer fällt,  in The Bad Seed. Diese Rolle verkörperte er sowohl in Maxwell Andersons Broadway-Bühnenstück als auch in der Verfilmung von 1955; sie verschaffte ihm erstmals einen gewissen Namen in Hollywood, wo er bereits seit Anfang der 1940er vereinzelte Filmauftritte gehabt hatte, sich jedoch bis dahin nicht dauerhaft durchsetzen konnte. Bis Anfang der 1960er-Jahre wirkte Jones immer wieder am Broadway, sowohl in Komödien wie My Sister Eileen oder The Solid Gold Cadillac, als auch in politischen Stücken wie Sunrise at Campobello oder Advise & Consent. Für seine Darstellung von Franklin D. Roosevelts Berater Louis Howe in Sunrise at Campobello (im Jahr 1960 ohne Jones’ Beteiligung verfilmt) erhielt er im Jahr 1958 den Tony Award als Bester Nebendarsteller.
Oftmals verkörperte der schmächtig wirkende Charakterdarsteller eher unscheinbare Charaktere in der zweiten Reihe, die sich ein Geheimnis mit sich trugen oder auf einmal eine Bösartigkeit ausstrahlen konnten. Er wurde in Hollywood so gut wie nie in Hauptrollen besetzt, konnte aber auch mit kleineren Filmrollen Eindruck machen. Eines der bekanntesten Beispiele hierfür ist sein Coroner in Alfred Hitchcocks Thriller Vertigo – Aus dem Reich der Toten, der James Stewarts Hauptfigur in einem langen gehässigen Monolog die Schuld am Tod seiner Geliebten gibt. Weitere bekannte Filmauftritte hatte er in den Frank-Tashlin-Komödien The Girl Can’t Help It (1956) und Sirene in Blond (1957), als tragisch endender Betrunkener im Western Zähl bis drei und bete (1957) neben Glenn Ford und Van Heflin sowie als Fahrradverkäufer in dem Filmklassiker Zwei Banditen (1969) an der Seite von Paul Newman und Robert Redford. Er arbeitete im Laufe seiner Karriere mit Regisseuren wie Hitchcock, Mervyn LeRoy, Claude Chabrol, Burt Kennedy, George Roy Hill, Sidney Lumet, Warren Beatty und Stephen Frears. Unter Regie von Frears spielte er 1990 seine letzte Kinorolle in Grifters.
Im Fernsehen war Jones seit Ende der 1940er-Jahre unter anderen in folgenden Serien zu sehen gewesen: Solo für O.N.C.E.L., Bonanza, Rauchende Colts, Vegas, Quincy, MacGyver, Magnum und Mord ist ihr Hobby. Insbesondere ab den 1960er-Jahren war das Fernsehen ein wichtiger Fokus seiner Arbeit und Jones war ein gefragter Gastdarsteller. Neben seinem Auftritt in Vertigo spielte Jones auch in fünf Folgen von Alfred Hitchcocks Serie Alfred Hitchcock präsentiert mit, da der Star-Regisseur seine Schauspielfertigkeiten schätzte. Fernseh-Hauptrollen hatte er in den 1970er-Jahren in der Sitcom Rhoda als ruhiger Familienpatriarch und Richter Jonathan Dexter sowie in der schnell wieder eingestellten Krimiserie Mrs. Columbo, die vergeblich an den Erfolg von Columbo anknüpfen wollte. In der Serie Falcon Crest verkörperte er Mitte der 1980er-Jahre in neun Folgen die Figur des B. Riley Wicker. Erst 1995 hatte der inzwischen über 80-jährige Jones seine letzte Fernsehrolle.
Mit 86 Jahren verstarb Henry Jones im UCLA Medical Center von Los Angeles an den Folgen eines Sturzes. Jones war zweimal verheiratet: seine erste Frau Yvonne Bergere heiratete er im Januar 1942, sie starb jedoch schon im November desselben Jahres; dann war er von 1946 bis zur Scheidung 1961 mit Judy Briggs verheiratet. Aus letzterer Ehe hat er zwei Kinder, wobei seine Tochter Jocelyn Jones (* 1950) ebenfalls Schauspielerin ist.

## Filmografie (Auswahl)

### Kino
- 1943: This Is the Army
- 1951: The Lady Says No
- 1956: Böse Saat (The Bad Seed)
- 1956: Playboy – Marsch, marsch! (The Girl He Left Behind)
- 1956: The Girl Can’t Help It
- 1957: Sirene in Blond (Will Success Spoil Rock Hunter?)
- 1957: Zähl bis drei und bete (3:10 to Yuma)
- 1958: Vertigo – Aus dem Reich der Toten (Vertigo)
- 1960: Eine Frau für zwei Millionen (Cash McCall)
- 1960: Jeder zahlt für seine Schuld (The Bramble Bush)
- 1965: Das Baby und der Haustyrann (Never Too Late)
- 1967: Champagner-Mörder (Le Scandale)
- 1968: Harte Fäuste, heiße Lieder (Stay Away, Joe)
- 1969: Auch ein Sheriff braucht mal Hilfe (Support Your Local Sheriff!)
- 1969: Ein Frechdachs im Maisbeet (Rascal)
- 1969: Zwei Banditen (Butch Cassidy and the Sundance Kid)
- 1970: Eine Frau für Charley (Cockeyed Cowboys of Calico County)
- 1970: Nichts wie weg, Rabbit (Rabbit, Run)
- 1970: Der „schärfste“ aller Banditen (Dirty Dingus Magee)
- 1971: Zwei Galgenvögel (Skin Game)
- 1972: Flucht in die Wildnis (Napoleon and Samantha)
- 1972: Peter und Tillie (Pete ’n’ Tillie)
- 1973: Tom Sawyers Abenteuer (Tom Sawyer)
- 1973: Revolte in der Unterwelt (The Outfit)
- 1980: Warum eigentlich … bringen wir den Chef nicht um? (9 to 5)
- 1982: Das Mörderspiel (Deathtrap)
- 1989: Ausweglos (Nowhere to Run)
- 1990: Nur über Deine Leiche (Enid Is Sleeping)
- 1990: Dick Tracy
- 1990: Arachnophobia
- 1990: Grifters (The Grifters)

### Fernsehen
- 1949–1950: Hands of Murder (3 Folgen)
- 1952–1957: Robert Montgomery Presents (4 Folgen)
- 1956–1962: Alfred Hitchcock Presents (Fernsehserie, 5 Folgen)
- 1958: Vater ist der Beste (Father Knows Best, Folge 4x19)
- 1960: Die Unbestechlichen (The Untouchables, Folge 1x25 Der Hochstapler)
- 1960: Twilight Zone (The Twilight Zone, Folge 1x33)
- 1961: The Real McCoys (3 Folgen)
- 1962: Route 66 (Folge 2x27)
- 1962: Preston & Preston (The Defenders, Folge 2x02)
- 1964/1967: Solo für O.N.C.E.L. (The Man from U.N.C.L.E., 2 Folgen)
- 1964/1972: Bonanza (2 Folgen)
- 1965: Amos Burke (Burke’s Law, Folge 3x08)
- 1965: Privatdetektivin Honey West (Honey West, Folge 1x03)
- 1966: Verliebt in eine Hexe (Bewitched, Folge 2x27 Der Heinzelmann)
- 1966: Verschollen zwischen fremden Welten (Lost in Space, Folge 2x10)
- 1966–1968: Die Seaview – In geheimer Mission (Voyage to the Bottom of the Sea, 3 Folgen)
- 1967: Big Valley (The Big Valley, Folge 2x24)
- 1967, 1969: Daniel Boone (2 Folgen)
- 1967–1972: Rauchende Colts (Gunsmoke, 3 Folgen)
- 1968: Tarzan (Folge 2x20)
- 1968: Die Spur des Jim Sonnett (The Guns of Will Sonnett, Folge 2x03)
- 1969–1970: The Name of the Game (2 Folgen)
- 1970: Jagd auf den Kinomörder (The Movie Murderer, Fernsehfilm)
- 1970: Die Leute von der Shiloh Ranch (The Virginian, Folge 8x20)
- 1971: Mary Tyler Moore (The Mary Tyler Moore Show, Folge 1x15)
- 1971: Latigo (Support Your Local Gunfighter)
- 1971: Alias Smith und Jones (Folge 2x01)
- 1972: Notruf California (Emergency!, Folge 2x03)
- 1972: Adam-12 (Folge 5x07)
- 1972/1973: McMillan & Wife (2 Folgen)
- 1973: Hec Ramsey (Folge 1x05)
- 1973: Die Partridge Familie (The Partridge Family, Folge 3x22)
- 1973: Hawkins (Folge 1x02)
- 1973–1974: Meiner Frau bleibt nichts verborgen (The Girl with Something Extra, 6 Folgen)
- 1974: Owen Marshall – Strafverteidiger (Owen Marshall: Counselor at Law, Folge 3x22)
- 1974: Petrocelli (Folge 1x05)
- 1974–1975: Der Sechs-Millionen-Dollar-Mann (The Six Million Dollar Man, 3 Folgen)
- 1975–1977: Phyllis (48 Folgen)
- 1978: Barney Miller (Folge 5x07)
- 1978: Project U.F.O. (Folge 2x07)
- 1978: Vegas (Vega$, Folge 1x07)
- 1978/1980: Fantasy Island (2 Folgen)
- 1978/1981: Quincy (Quincy, M.E., 2 Folgen)
- 1979–1980: Mrs. Columbo (13 Folgen)
- 1980: Boomer, der Streuner (Here's Boomer, Folge 1x07)
- 1981: B.J. und der Bär (B. J. and the Bear, 2 Folgen)
- 1981: Das Fort der Hoffnung (California Gold Rush, Fernsehfilm)
- 1981: CHiPs (Folge 5x08)
- 1982: Love Boat (The Love Boat, Folge 5x14)
- 1982: Ein Duke kommt selten allein (The Dukes of Hazzard, Folge 4x17 Hektors späte Rache)
- 1983: Gun Shy (6 Folgen)
- 1985: Cagney & Lacey (Folge 5x05)
- 1985–1986: Falcon Crest (9 Folgen)
- 1986: MacGyver (Folge 2x02 Killer im Ruhestand)
- 1987: Magnum (Magnum, P.I., Folge 7x13 Ein echter Klassiker)
- 1987: Agentin mit Herz (Scarecrow and Mrs. King, Folge 4x17)
- 1987–1988: I Married Dora (13 Folgen)
- 1988: Mr. Belvedere (2 Folgen)
- 1988: Mord ist ihr Hobby (Murder, She Wrote, Folge 5x03 Der neue Sheriff)
- 1991: Harrys Nest (Empty Nest, Folge 3x21 Geschenkt ist noch zu teuer)
- 1992: Kampf um Georgia (Grass Roots, Fernsehfilm)
- 1994: Maggie, Maggie! (Breathing Lessons, Fernsehfilm)
- 1995: Picture Windows (Folge 1x01)

## Auszeichnungen
- 1958: Tony Award in der Kategorie Bester Nebendarsteller für Sunrise at Campobello